# NGC 6302

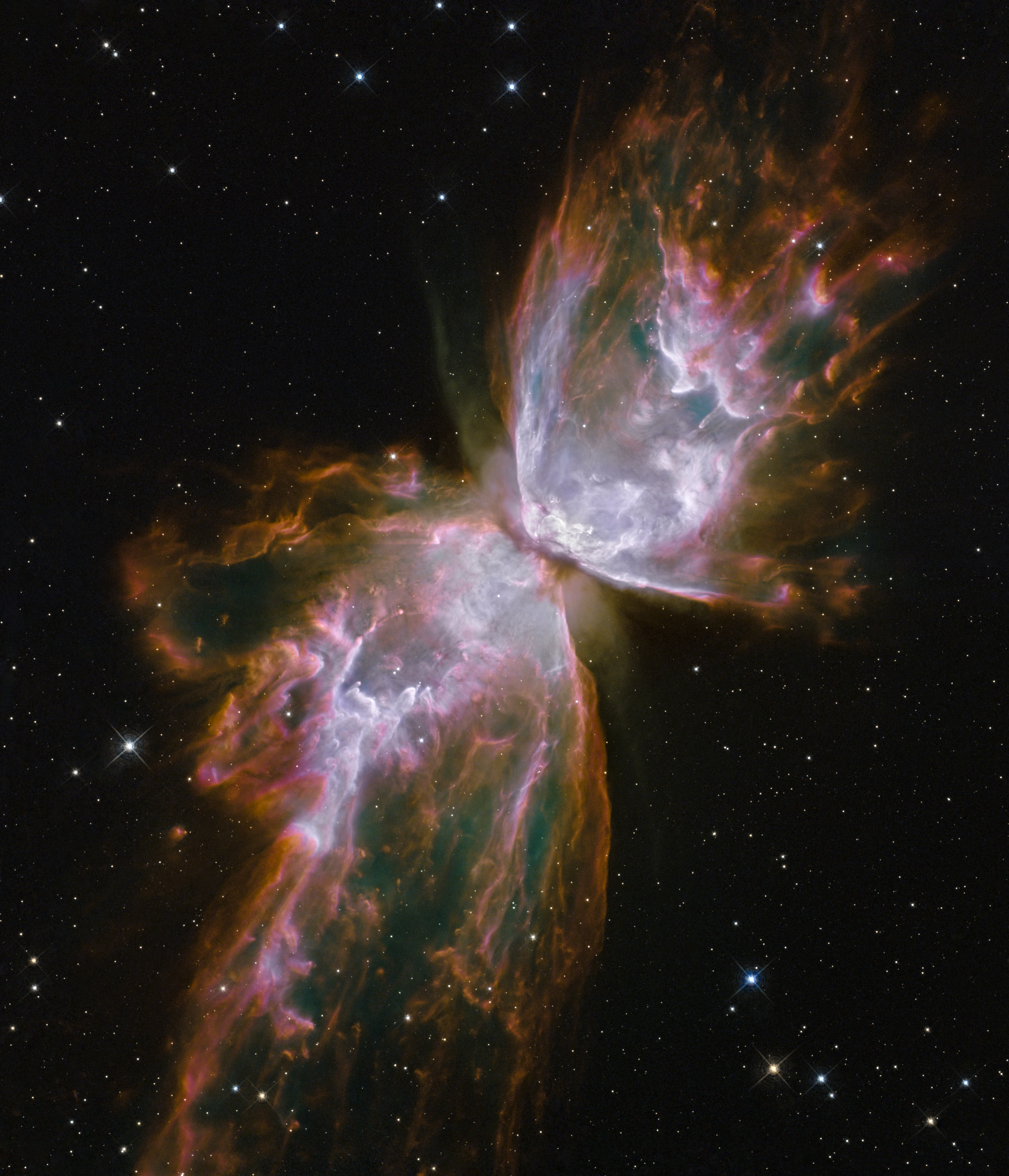
NGC 6302

NGC 6302, Caldwell 69 sau Nebuloasa Fluturele / Insecta este o nebuloasă planetară bipolară situată în constelația Scorpionul. Denumirea comună se datorează asemănării nebuloasei cu un fluture. Structura din nebuloasă se numără printre cele mai complexe observate vreodată în nebuloasele planetare. Spectrul NGC 6302 arată că steaua sa centrală este una dintre cele mai fierbinți stele din galaxie, cu o temperatură a suprafeței peste 250.000 de grade Celsius, ceea ce înseamnă că steaua din care s-a format trebuie să fi fost foarte mare ( steaua PG 1159 ).
Steaua centrală, o pitică albă, a fost descoperită abia recent (Szyszka și colab., 2009), utilizând Camera Wide Field 3 modernizată de la bordul telescopului spațial Hubble. Steaua are o masă actuală de circa 0,64 mase solare. Este înconjurată de un disc ecuatorial dens, compus din gaz și praf. Acest disc dens este postulat că a cauzat ieșirile stelei pentru a forma o structură bipolară (Gurzadyan 1997) similară cu o clepsidră. Această structură bipolară prezintă numeroase caracteristici interesante observate în nebuloasele planetare, cum ar fi pereții de ionizare, nodurile și marginile ascuțite ale lobilor. 